# 傅元
傅元（1459年—？），字□卿，江西臨江府新喻县人，民籍，明朝政治人物。

## 生平
弘治十四年（1501年）辛酉科順天府鄉試第一百零一名舉人。弘治十八年（1505年）中式乙丑科會試第二百二十一名，三甲第一百零九名進士。考选庶吉士，正德二年（1507年）十月选授河南道监察御史。

## 家族
曾祖傅汝器；祖父傅邦本；父傅瀚，天顺八年甲申進士，禮部尚書。母李氏 (贈淑人）；繼母胡氏 （封淑人）。慈侍下。